# Кері Матчетт
Кері Матчетт (англ. Kari Matchett, нар. 25 березня 1970) — канадська акторка.

## Життєпис
Матчетт народилася 1970 року в селі Спалдінг, Саскачеван, і розпочала свою кар'єру на театральній сцені після переїзду до Онтаріо. У середині 1990-х вона розпочала кар'єру на канадському телебаченні, після чого переїхала до США і знялася в серіалах «Таємниці Ніро Вульфа», «Навала», «24 години», «Студія 60 на Сансет-Стрип», «Швидка допомога», «Земля: Останній конфлікт». У 2001 році виграла премію «Джеміні» за роль у канадському телесеріалі «Відділ мокрих справ». Також грала у кількох сезонах телесеріалу «Противага» колишню дружину одного з головних героїв.
Починаючи з 2010 року грає Джоан Кемпбелл у телесеріалі «Таємні операції». На великому екрані зіграла головну роль у канадському фільмі 2002 року «Куб 2: Гіперкуб», а також з'явилася у фільмах «Очі ангела», «Хлопці з віниками» та «Древо життя».
Розлучена. У червні 2013 року народила сина Джуда Лайона Матчетта.

## Фільмографія

### Фільми
| Рік  |   | Українська назва        | Оригінальна назва    | Роль                         |
| ---- | - | ----------------------- | -------------------- | ---------------------------- |
| 1998 | ф | Паперовий слід          | Papertrail           | Елісон Енола                 |
| 2000 | ф |                         | Apartment Hunting    | Сара                         |
| 2001 | ф | Очі ангела              | Angel Eyes           | Кендіс                       |
| 2002 | ф | Хлопці з віниками       | Men with Brooms      | Лінда                        |
| 2002 | ф | 19 місяців              | 19 Months            | Пейдж                        |
| 2002 | ф | Куб 2: Гіперкуб         | Cube 2: Hypercube    | Кейт Філмор, психотерапевтка |
| 2002 | ф | Кодер                   | Cypher               | Діана Терсбі                 |
| 2006 | ф | Громадянський обов'язок | Civic Duty           | Марла Аллен                  |
| 2011 | ф | Древо життя             | The Tree of Life     | колишня Джека                |
| 2015 | ф |                         | Lead With Your Heart | Маура МакКейб Вокер          |
| 2016 | ф | Моді                    | Maudie               | Сандра                       |
| 2018 | ф |                         | Into Invisible Light | Лідія                        |
| 2019 | ф | Код 8                   | Code 8               | Мері Рід                     |
| 2020 | ф | 2 серця                 | 2 Hearts             | Грейс                        |

### Телесеріали
- 1996 — Лицар назавжди — Елісс де Брабант
- 1998 — Земля: Останній конфлікт — Шівон Беккет
- 2004 — Дивопад — Бет
- 2007 — 24 — Ліза Міллер
- 2007 — Студія 60 на Сансет-Стрип — Мері Тейт
- 2007 — Швидка допомога — Скай Векслер
- 2008 — Криміналісти: мислити як злочинець — Емі Бріджес
- 2009 — Противага — Меггі Коллінз
- 2013 — Елементарно — Кетрін Драммонд
- 2015 — Розслідування Мердока — міс Елоїза
- 2017 — Добрий лікар — мати Ліама
- 2021 — Усі жінки — відьми — Лорі Брюстер
- 2021 — Супердівчина — Жан Ранкін
- 2023 — Нічний агент — президент Мішель Треверс

## Нагороди та номінації
| Рік  | Нагорода             | Категорія                                                                 | Номінована робота       | Результат | Прим  |
| ---- | -------------------- | ------------------------------------------------------------------------- | ----------------------- | --------- | ----- |
| 2000 | Геміні               | Найкраща акторка, яка зіграла головну роль у драматичному серіалі         | Power Play              | Номінація |       |
| 2001 | Геміні               | Найкраща жіноча роль другого плану в драматичній програмі чи міні-серіалі | «Холодніший вид смерті» | Номінація |       |
| 2001 | Геміні               | Найкраща жіноча роль у гостьовій ролі в драматичному серіалі              | «Синє вбивство»         | Номінація |       |
| 2003 | ACTRA Toronto Awards | Видатна продуктивність — жіноча роль                                      | Таємниця Неро Вульфа    | Номінація | [ 6 ] |
| 2017 | ACTRA Toronto Awards | Видатна продуктивність — жіноча роль                                      | Моді                    | Номінація | [ 7 ] |